# Batonischwili
Batonischwili (dt. Sohn des Herren) war der Adelstitel der Prinzen und Prinzessinnen des Königreichs Georgien. Er wurde anstelle eines Nachnamens dem Vornamen angehängt. Er wurde nicht nur von den Kindern regierender Könige, sondern auch von den patrilinearen Abkömmlingen früherer Könige getragen. Die formelle Anrede eines Batonischwili war Uganatlebulesi (dt. Durchlaucht).
Es gab in den transkaukasischen Monarchien verschiedene Sorten Adelige, die zeitweilig über mehr oder weniger Souveränität verfügten. Nach der Übersetzung ihrer Titel in andere Sprachen, werden sie leicht mit dem Rang eines Batonischwili verwechselt. Das liegt einerseits daran, dass es keine präzise entsprechenden westlichen Begriffe für die Titel gibt und dass die Titel andererseits oft aus dem russischen Sprache mit dem Begriff Knjaz (dt. Fürst) übersetzt werden.
Dem georgisch-russischen Vertrag von Georgijewsk wurde 1783 eine Liste adeliger Familien beigefügt, denen nach Artikel IX „die gleichen Privilegien und Vorzüge, die dem russischen Adel gewährt werden versprochen wurden“. Obgleich die Liste die höchsten georgischen Familien zuerst nannte, unterschied sie nicht nach Rang. Russland hat sie später alle seinem Fünften Adelsbuch zugeordnet, das sämtliche Adelige verzeichnete, die den Titel Fürst trugen, aber weder den Rang eines Souveräns noch den eines Quasi-Souveräns beanspruchten. Die im Vertrags-Anhang zuerst genannte georgische Adelsfamilie war die der Bagratiden, denen die georgischen Könige und ihre männlichen Nachkommen angehörten. In Russland erhielten sie unterschiedslos den Titel Knjas und den Rang eines gewöhnlichen Adeligen (russisch Dworjanstwo).
In Georgien trugen alle Angehörigen der Bagratiden-Dynastie den Titel Batonischwili, unabhängig davon, ob sie dem Familienzweig der Kartlier, Kachetier, Muchranier oder Imeretier angehörten. Ihren in Russland lebenden Abkömmlingen wurde am kaiserlich-russischen Hof bis 1833 erlaubt, den königlichen Titel Zarewitsch zu tragen. Nach einem gescheiterten Staatsstreich, die georgische Monarchie wiederherzustellen, wurden die Erben der georgischen Könige auf das Niveau eines Knjas zurückgestuft und erhielten die Titel Fürst Grusinski (Fürst von Georgien) beziehungsweise Fürst Imeretinski (Fürst von Imeretien).